# 플로티노스

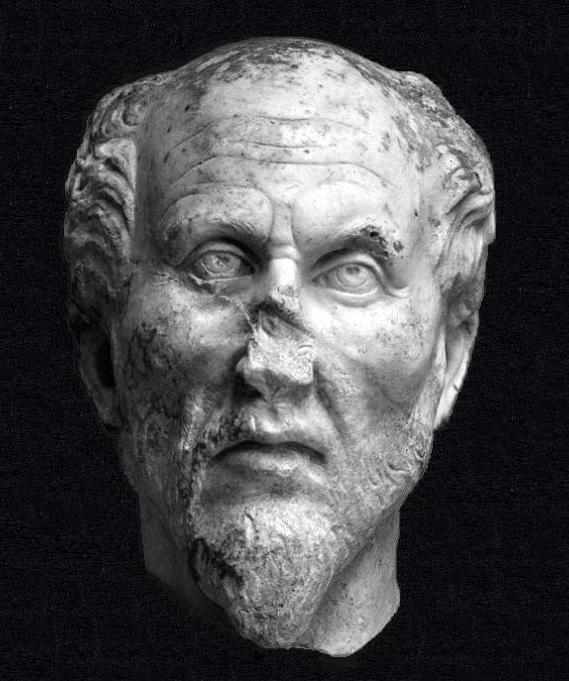
플로티노스

플로티노스(그리스어: Πλωτῖνος, 205년-270년)는 고대 그리스의 후기 철학자이다. 플로티노스는 그리스어로 음독한 이름이고, 그 밖에 라틴어로 플로티누스(영어 포함), 독일어로 플로틴 등으로 읽는다. 그의 가족과 성장에 관한 이야기는 전해오는 것이 없으나, 그의 제자 포르피리오스가 작품 54편을 보존해서 전한다. 포르피리오스는 스승의 전 작품을 9권씩 묶어서 총 6집으로 편집했다.

## 플로티노스의 생애
북아프리카 리코폴리스(Likopolis)에서 태어났고, 비교적 늦은 나이(28살)에 본격적으로 철학에 몰두했다고 전한다.  처음 암모니우스 삭카스에게서 플라톤의 가르침을 전해듣다가 플라톤의 사상에 크게 감동하였고, 이후 '플라톤 철학의 해석자'로서의 길을 걸었다.
플라톤 사상에 몰두해서 가르쳤기에 사람들은 그를 ‘신플라톤주의의 창시자’라고 평한다. 북아프리카의 리코폴리스에서 태어나 로마 제국의 영향력 있는 사상가로 활동했다. 예컨대 고르디아누스 3세의 페르시아 원정에 참여했고, 나중에 갈리에누스 황제와 그의 부인 솔로니나의 신임을 받아 플라톤 왕국의 건설을 제안받기까지 했다. 몸소 네 번이나 신적 체험을 했다는 그는 만 마흔아홉 살의 나이가 되어 비로소 자신의 생각을 글로 남기기 시작했다고 한다. 비록 지병으로 풍을 앓아 시력이 좋지 않았지만, 언제든 토론을 즐겼던 성격의 소유자라 때로는 며칠씩 식음을 전폐하고서라도 몰입하는 열정을 자주 보였다고 한다. 부드러우면서 공정한 인품 때문에 그를 찾는 사람들이 많았고, 그를 후원해 주는 사람도 많았다고 한다. 플라톤의 사상에 심취했던 만큼 육체에 비해 영혼에 더욱더 관심을 기울였으니, 그의 가족 및 성장에 관한 이야기는 전해오는 것이 없다
비록 그의 중심개념 '하나(Hen)'가 플라톤의 사상과 차별화된 것이라고도 연구자들이 지적하지만, 그럼에도 이미 그 개념조차 플라톤이 알고 활용했던 개념이다(특히 《티마이오스》 안에서). 신플라톤주의의 창시자로 불리는 이유는 무엇보다도 "어찌 '하나'에서 다수가 흘러나왔는지?" 하는 당시 새롭게 제기된 물음에 집중하여 사상을 펼쳤다는 사실에 있다. 소위 영원한 것이 그대로 완전한 채로 머물러 있지 않고, 이 세상의 불완전한 다수로(다양한 것들로) 존재하게 되었는지? 하는 '난해한 물음'에 대해 답변하고자 하였던 것이다.
중기 플라톤주의자들에게는 아직 제기되지 않았던 이 같은 물음이 플로티노스로 하여금 신플라톤주의자들의 관심사인 "유출(Emanation)" 개념에 몰두하도록 이끈 셈이다.

## 엔네아데스
플라톤의 사상에 심취했던 만큼 육체에 비해 영혼에 더욱더 관심을 기울였으니, 그의 가족 및 성장에 관한 이야기는 전해오는 것이 없다(포르피리오스의 『플로티노스의 생애』 중에서). 다행히 그의 제자 포르피리오스에 의해 그의 작품 54편이 지금까지 잘 보존되어 전해져 온다. 포르피리오스는 스승의 전 작품을 9권씩 묶어서 총 6집으로 편집했다. 이때 그는 나름대로 스승의 뜻을 숙고했던 것으로 보인다.
숫자 9(enneas)는 ‘완성’의 의미를 띠었기에, 그렇게 스승의 가르침이 완전한 것임을 말하고 싶었던 것 같다. 그래서 오늘날 그의 작품을 가리켜 《엔네아데스(Enneades)》라고 칭한다. 6집으로 배치된 작품들의 내용 및 주제를 보더라도 포르피리오스가 막연하게 편집하지 않았음을 엿볼 수 있다. 제1집은 일상적이 주제, 제2집은 대자연, 제3집은 인간의 삶, 제4집은 영혼, 제5집은 정신, 제6집은 하나(궁극적인 선이자 존재)에 관하여 다룬 작품들로 구성했다.

## 같이 보기
- 발출론
- 플라톤의 우화 해석
- 판타이누스
- 아카데메이아
- 에밀 브레이에
- 프레더릭 코플스턴